# CO 移植コーディネーター
『CO 移植コーディネーター』（シーオー いしょくコーディネーター）は、2011年3月20日からWOWOWの連続ドラマW枠で放送された連続テレビドラマ。全5話。
キャッチコピーは「臓器移植の、光と闇。」。

## 概要
2010年7月に臓器移植法が改正された後の、臓器移植で命をつなぐ職務「臓器移植コーディネーター」を描いた物語。子供の虐待問題や利権を狙う病院側の陰謀など様々な問題が浮かび上がる臓器移植を俎上に、2010年の臓器移植法改正という変化の中で、移植コーディネーターが様々な思惑に振り回されながらも国内初の6歳の心臓移植を成功させるまでを描いた人間ドラマである。

## 出演
- 大野達郎 - 吉岡秀隆
臓器移植コーディネーター。
- 倉本和史 - ユースケ・サンタマリア
臓器移植コーディネーター。
- 倉本百合 - 矢田亜希子
倉本の妻。
- 倉本真 - 鈴木福
倉本の息子。
- 手塚健 - 藤本哉汰
ドナー（臓器提供側）家族。
- 手塚由比 - 木村佳乃
健の母。ドナー家族。
- 手塚隆弘 - 利重剛
健の父。ドナー家族。
- 林加奈子 - 板谷由夏
週刊ヘッドライン記者。
- 榎本省吾 - 豊原功補
目黒中央署刑事。
- 櫻井大地 - 阿部蒼輝
竹之内総合病院の患者。
- 種田 ‐ 樋口浩二
目黒中央署刑事。
- 乾 - 津田健次郎
弁護士。
- 立花海斗 - 木村聖哉
レシピエント（臓器受け取り側）家族。
- 立花美樹 - 麻生祐未
レシピエント家族。海斗の母。
- 村田丈雄 - 中原丈雄
ドナー家族。須藤亜季の義父。
- 須藤亜季 - 尾野真千子
ドナー家族。夫が脳死状態。
- 紺野智恵 - 木南晴夏
ドナー家族。母が脳死状態。
- 中村恒一 - 飯田基祐
厚生労働省職員。
- 斎藤利通 - 橋爪功
斎藤製薬会長。
- 竹ノ内慎太郎 - 平田満
竹ノ内総合病院院長。

## スタッフ
- 監督：生野慈朗、内片輝、塚原あゆ子
- 音楽：佐藤直紀
- 脚本：秦建日子、生野慈朗、蒲田幸成、猪原健太、清水友佳子
- プロデューサー：岡野真紀子

## 15歳未満のドナーによる脳死移植
2009年に脳死移植を可能とする臓器移植法の改正が行われ、2010年7月17日以降は、脳死移植は本人が提供拒否の意思を示していない限りは、家族の同意が得られれば認められるようになった。これによって、日本国内で15歳未満のドナーの臓器移植が可能となった。ドラマ最終話放映直前の2011年4月13日に、日本で初めて15歳未満のドナーによる脳死移植が行われ、ドラマの主軸の一つである日本初の子供の脳死移植について、ドラマの内容に現実が追いついた形となった。